# Jarowe (obwód winnicki)
Jarowe (ukr. Ярове) – wieś na Ukrainie, w obwodzie winnickim, w rejonie tulczyńskim, w hromadzie Szypkiw. W 2021 liczyła 360 mieszkańców.

## Urodzeni
- Mykoła Dżyha - ukraiński polityk.